# Kanton Creil
Kanton Creil (fr. Canton de Creil) je francouzský kanton v departementu Oise v regionu Hauts-de-France. Tvoří ho dvě obce. Zřízen byl v roce 2015.

## Obce kantonu
- Creil
- Verneuil-en-Halatte